# Volodar Rostíslavich
Volodar Rostislávich (en ucraniano: Володар Ростиславич, Volodar Rostyslávych, en ruso: Володарь Ростиславич) (m. 1124) fue Príncipe de Zvenýhorod (en) (1085–92) y Przemyśl (1092–97).

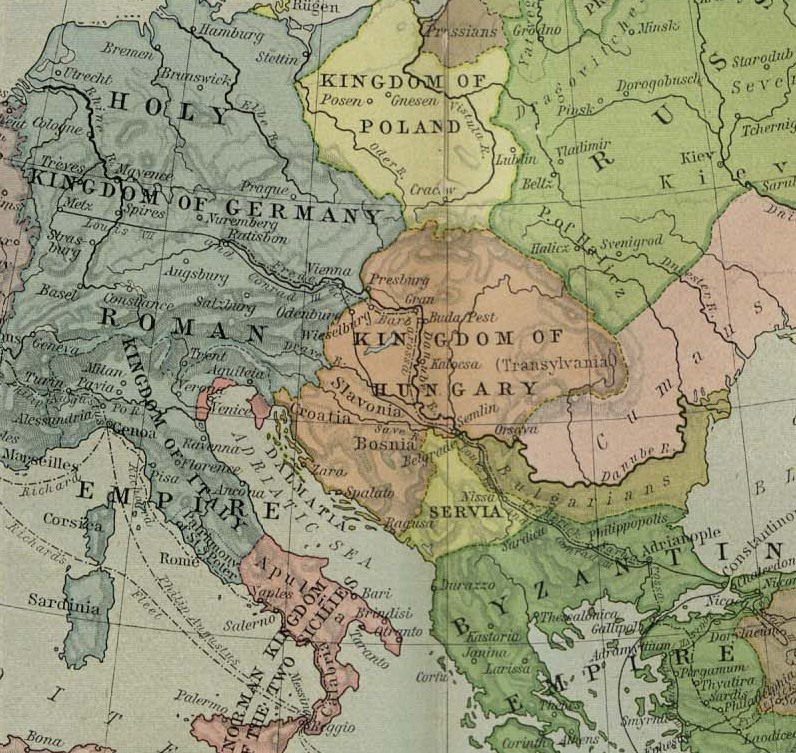
Zvenýhorod representado en el mapa (de 1190) como Svenígrod en el Principado de Hálych (verde claro).

Estuvo activamente envuelto en las disputas internas polacas. Volodar también libró una guerra contra el Gran Príncipe de Kiev Sviatopolk II de Kiev y su hijo Yaroslav. En 1121, Volodar estuvo preso en Polonia, pero fue liberado por su hermano Vasylko Rostyslávych.
Junto a Vasylko participó en el consejo federal de Liubech en 1097.
Su padre fue Rostislav de Tmutarakáñ; su hijo Volodímirko de Halych, padre de Yaroslav Osmomisl.
Hoy en día existe una confusión entre dos localidades que podrían ser la antigua ciudad de Zvenýhorod; una de ellas se encuentra en el Raión de Pustomyty cerca de Lviv, y otro en el Raión de Buchach del Óblast de Ternópil. El mapa de la izquierda muestra una de estas ciudades, la que está ubicada en el Óblast de Ternópil, al este de Hálych, mientras que la historiografía oficial de Ucrania afirma que Zvenýhorod (en) es la localidad cercana a Leópolis, que se encuentra al norte de Hálych.

## Campañas militares
- Contra Kiev en 1099 (cerca de Zólochiv)
- Contra Hungría en 1099 (cerca de Przemyśl)